# Fauroux
Fauroux is een gemeente in het Franse departement Tarn-et-Garonne (regio Occitanie) en telt 205 inwoners (2004). De plaats maakt deel uit van het arrondissement Castelsarrasin.

## Geografie
De oppervlakte van Fauroux bedraagt 12,8 km², de bevolkingsdichtheid is 16,0 inwoners per km².
De onderstaande kaart toont de ligging van Fauroux met de belangrijkste infrastructuur en aangrenzende gemeenten.

## Demografie
Onderstaande figuur toont het verloop van het inwonertal (bron: INSEE-tellingen).